# Roxboro (Quebec)
Roxboro é um bairro da cidade canadense de Montréal, Quebec, Canadá. Sua população é de aproximadamente 6 mil habitantes. Roxboro era uma cidade até ter sido fundida com a cidade de Montreal em 1 de janeiro de 2002. Roxboro localiza-se no noroeste de Montreal. O bairro possui dois parques naturais, escolas francófonas e anglófonas, bem como uma biblioteca de tamanho impressivo, em relação à pequena população da cidade.